# Discografia de El Sueño de Morfeo
El Sueño de Morfeo é um grupo de música pop espanhol formado em 2002, composto por Raquel del Rosario (voz), Juan Luis Suárez (guitarra) e David Feito (violão), os quais trabalham juntos a alguns anos e compõem canções de sólidas estruturas pop-rock com influências do folk e do celta, apoiadas com a chamativa voz de Raquel.

## Álbuns

### Álbuns de estúdio
| Título                          | Detalhes | Melhores posições | Certificações  |
| Título                          | Detalhes | ESP               | Certificações  |
| ------------------------------- | --- | ----------------- | -------------- |
| Del Interior (como Xemá)        | - Lançamento: 2002 (Espanha) - Gravadora: Ventilador Music - Formatos: CD, digital download                      | —                 |                |
| El sueño de Morfeo              | - Lançamento: 3 de março de 2005 (Espanha) - Gravadora: Globomedia Música - Formatos: CD, digital download       | 4                 | - ESP: Platina |
| Nos vemos en el camino          | - Lançamento: 17 de abril de 2007 (Espanha) - Gravadora: Globomedia Música - Formatos: CD, digital download      | 2                 | - ESP: Ouro    |
| Cosas que nos hacen sentir bien | - Lançamento: 16 de junho de 2009 (Espanha) - Gravadora: Warner Music Spain - Formatos: CD, digital download     | 3                 | - ESP: Ouro    |
| Buscamos sonrisas               | - Lançamento: 14 de fevereiro de 2012 (Espanha) - Gravadora: Warner Music Spain - Formatos: CD, digital download | 16                |                |

### Coletâneas
| Todos tenemos un sueño                                               | - Lançamento: 7 de maio de 2013 (Espanha) - Gravadora: Warner Music Spain - Formatos: CD, digital download | 18 |  |
| "—" indica uma obra que não entrou na tabela musical correspondente. | |    |  |

## Singles

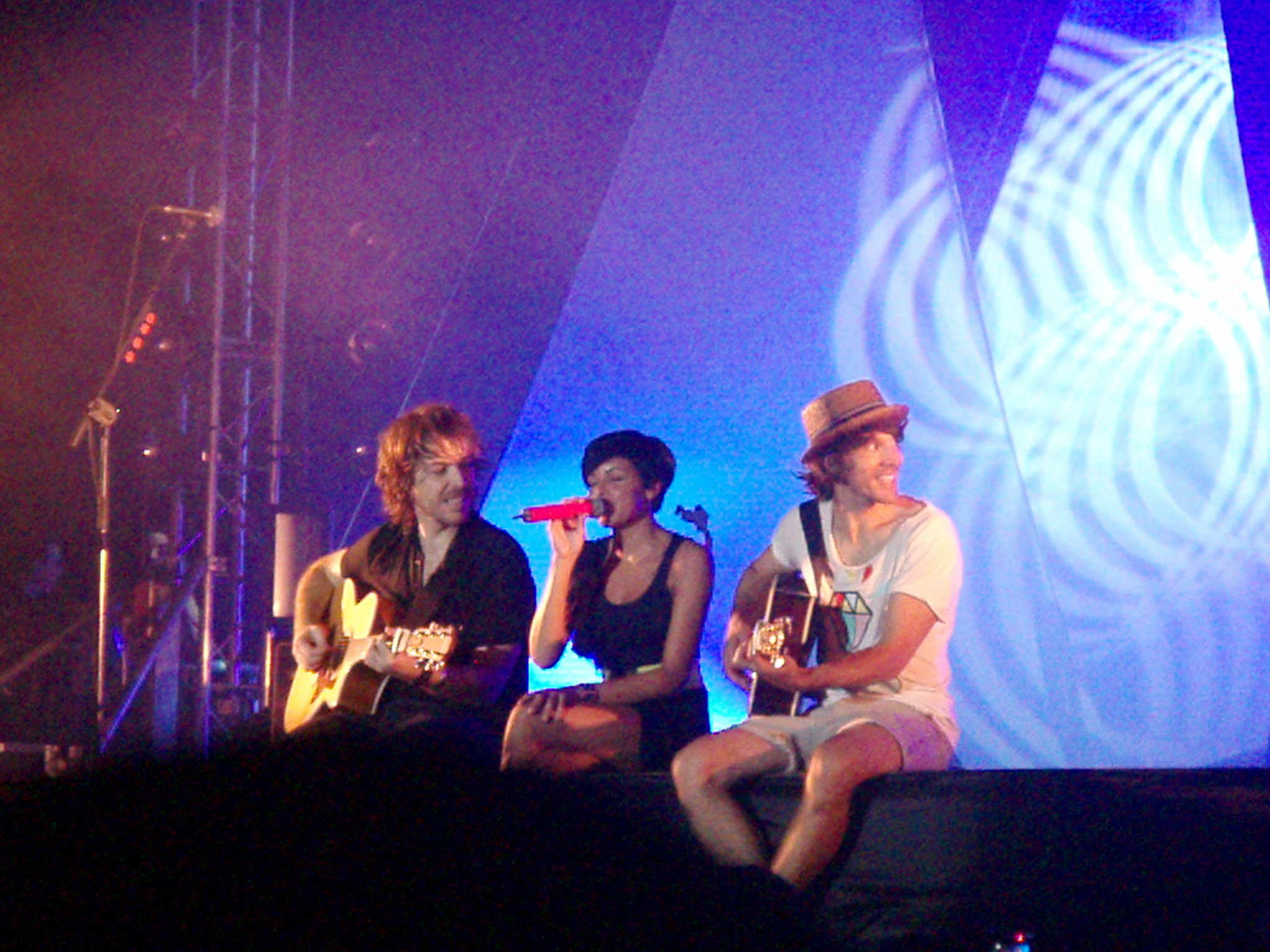
Concerto da banda no ano de 2009.

### Como artista principal
| Ano  | Single                     | Certificação  | Álbum                                           |
| ---- | -------------------------- | ------------- | ----------------------------------------------- |
| 2005 | “Nunca volverá”            | *ESP: Platina | El sueño de Morfeo                              |
| 2005 | “Ojos de cielo”            | Indisponível  | El sueño de Morfeo                              |
| 2005 | “Okupa de tu corazón”      | Indisponível  | El sueño de Morfeo                              |
| 2006 | “Esta soy yo”              | Indisponível  | El sueño de Morfeo                              |
| 2006 | “Tómate la vida”           | Indisponível  | Single promocional. Não pertence a nenhum álbum |
| 2006 | “Reencontrar”              | Indisponível  | Trilha Sonora do Filme "Carros"                 |
| 2006 | “Sonrisa especial”         | Indisponível  | Trilha Sonora da série "La Sexta"               |
| 2007 | “Para toda la vida”        | * ESP: Ouro   | Nos vemos en el camino                          |
| 2007 | “Demasiado tarde”          | Indisponível  | Nos vemos en el camino                          |
| 2008 | “Chocar” (part. Nek)       | Indisponível  | Nos vemos en el camino                          |
| 2009 | “Si no estás”              | Indisponível  | Cosas que nos hacen sentir bien                 |
| 2009 | “No sé donde voy”          | Indisponível  | Cosas que nos hacen sentir bien                 |
| 2010 | “Gente”                    | Indisponível  | Cosas que nos hacen sentir bien                 |
| 2010 | “Ven”                      | Indisponível  | Cosas que nos hacen sentir bien                 |
| 2011 | “Depende de ti”            | Indisponível  | Buscamos sonrisas                               |
| 2012 | “Lo mejor está por llegar” | Indisponível  | Buscamos sonrisas                               |
| 2013 | “Contigo hasta el final”   | Indisponível  | Todos tenemos un sueño                          |

### Como artista convidado
| Ano  | Música                                               | Álbum                     |
| ---- | ---------------------------------------------------- | ------------------------- |
| 2005 | “1+1 son 7 (Versão celta)” (com Fran Perea)          | Single sem álbum.         |
| 2006 | “Déjame verte” (Raquel Del Rosario com Diego Martín) | Vivir No Es Sólo Respirar |
| 2008 | “Para ti sería” (com Nek)                            | En el cuarto 26           |
| 2009 | “Solo tú” (Raquel Del Rosario com Sergio Vallin)     | Bendito Entre Las Mujeres |

### Tributos
| Ano  | Música(s)                                      | Álbum                                              |
| ---- | ---------------------------------------------- | -------------------------------------------------- |
| 2005 | "Una calle de París"                           | Cien Gaviotas Donde Irán - Un tributo a Duncan Dhu |
| 2009 | "Amanecer" (Raquel del Rosario com Álex Ubago) | Tributo a Nino Bravo - 40 Años Con Nino            |

## Videoclipes
| Ano  | Single                      | Diretor      |
| ---- | --------------------------- | ------------ |
| 2005 | “Nunca volverá”             |              |
| 2005 | “Ojos de cielo”             |              |
| 2005 | “Okupa de tu corazón”       |              |
| 2006 | “Esta soy yo”               |              |
| 2006 | “Reencontrar”               |              |
| 2007 | “Para toda la vida”         |              |
| 2007 | “Demasiado tarde”           |              |
| 2008 | “Para ti sería” (part. Nek) |              |
| 2008 | “Chocar” (part. Nek)        |              |
| 2008 | “Parte de tu mundo”         |              |
| 2009 | “Si no estás”               |              |
| 2009 | “No sé donde voy”           |              |
| 2010 | “Gente”                     |              |
| 2010 | “Ven”                       |              |
| 2011 | “Depende de ti”             |              |
| 2012 | “Lo mejor esta por llegar”  |              |
| 2013 | “Contigo hasta el final”    | Pedro Castro |